# Ruta Estatal de Nevada 647
La Ruta Estatal de Nevada 647, y abreviada SR 647 (en inglés: Nevada State Route 647) es una carretera estatal estadounidense ubicada en el estado de Nevada. La carretera inicia en el Oeste desde la I 80     en Reno hacia el Este en la I 80     en Sparks. La carretera tiene una longitud de 10,3 km (6.400 mi).

## Mantenimiento
Al igual que las autopistas interestatales, y las rutas federales y el resto de carreteras estatales, la Ruta Estatal de Nevada 647 es administrada y mantenida por el Departamento de Transporte de Nevada por sus siglas en inglés Nevada DOT.

## Cruces
La Ruta Estatal de Nevada 647 es atravesada principalmente por la  US 395 .